# Verein für Bewegungsspiele Stuttgart 1893 2022-2023
Questa pagina raccoglie i dati riguardanti il Verein für Bewegungsspiele Stuttgart 1893 nelle competizioni ufficiali della stagione 2022-2023.

## Stagione
La stagione 2022-2023 vede la 56ª partecipazione alla Bundesliga per lo Stoccarda, che conferma in panchina il tecnico statunitense Pellegrino Matarazzo. Il primo impegno ufficiale dei Roten è il match valido per il primo turno di Coppa di Germania contro la Dinamo Dresda, vincendo per 1-0 al Rudolf-Harbig-Stadion. Il 20 agosto arriva la prima sconfitta stagionale, con gli uomini di Pellegrino che perdono 1-0 in casa col Friburgo. Il 10 ottobre, dopo nove partite e soli cinque punti raccolti, viene esonerato l'allenatore Matarazzo. L'11 ottobre la squadra viene affidata temporaneamente al vice Michael Wimmer. Il 15 ottobre lo Stoccarda, battendo per 4-1 il Bochum, ottiene la prima vittoria in campionato. Il 19 ottobre la squadra agli ordini di Wimmer supera il secondo turno di coppa nazionale battendo con un tennistico 6-0 l'Arminia Bielefeld. Il 5 dicembre, durante la sosta per il campionato del mondo 2022, la società nomina Bruno Labbadia nuovo allenatore della squadra.
Il 24 gennaio si conclude il girone di andata dello Stoccarda con la squadra che viene raggiunta in extremis nello scontro diretto con l'Hoffenheim (2-2), restando così in piena lotta per non retrocedere. Il 31 gennaio lo Stoccarda supera gli ottavi di finale di Coppa di Germania battendo in rimonta per 2-1 il Paderborn. Con la squadra ultima in classifica, il 3 aprile, viene esonerato il tecnico Labbadia e rimpiazzat da Sebastian Hoeneß.
Il 5 aprile, grazie al primo gol con la maglia dello Stoccarda per Enzo Millot, la squadra di Hoeneß supera di misura il Norimberga nella gara valevole per i quarti di finale di coppa nazionale. Il 3 maggio, dopo due vittorie e due pareggi ottenuti in campionato, lo Stoccarda incappa nella prima sconfitta della gestione Hoeneß contro l'Eintracht Francoforte, per 2-3 in semifinale di Coppa di Germania. Il 28 maggio lo Stoccarda non riesce ad andare oltre l'1-1 casalingo con l'Hoffenheim ed è costretto ad affrontare lo spareggio promozione-salvezza con l'Amburgo, terzo classificato in 2. Bundesliga.
Il 5 maggio lo Stoccarda riesce a ottenere la salvezza sul campo, ai danni dell'Amburgo – che aveva anzitempo iniziato i festeggiamenti – in virtù della doppia vittoria (3-0 all'andata e 3-1 al ritorno) che consente di disputare la Bundesliga nella prossima stagione.

## Maglie e sponsor

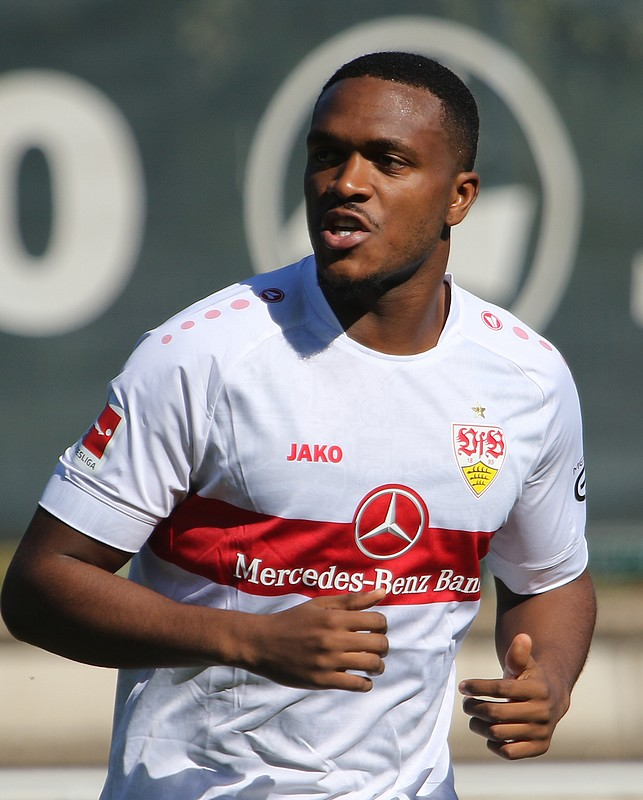
Dan-Axel Zagadou, nuovo acquisto dello Stoccarda, con la prima maglia

Lo sponsor tecnico per la stagione 2022-2023 è Jako, mentre lo sponsor ufficiale è per la decima stagione consecutiva Mercedes-Benz Bank. La prima divisa riprende i colori tradizionali bianco e rosso, e per esaltare il legame tra la squadra e la città sono presenti 24 monumenti di Stoccarda. La divisa da portiere è verde e nero e all'interno del colletto è riportato il dettaglio di un biglietto della stagione 1991-92.
|  | Casa |  | Trasferta |  | Terza maglia |

## Organigramma societario

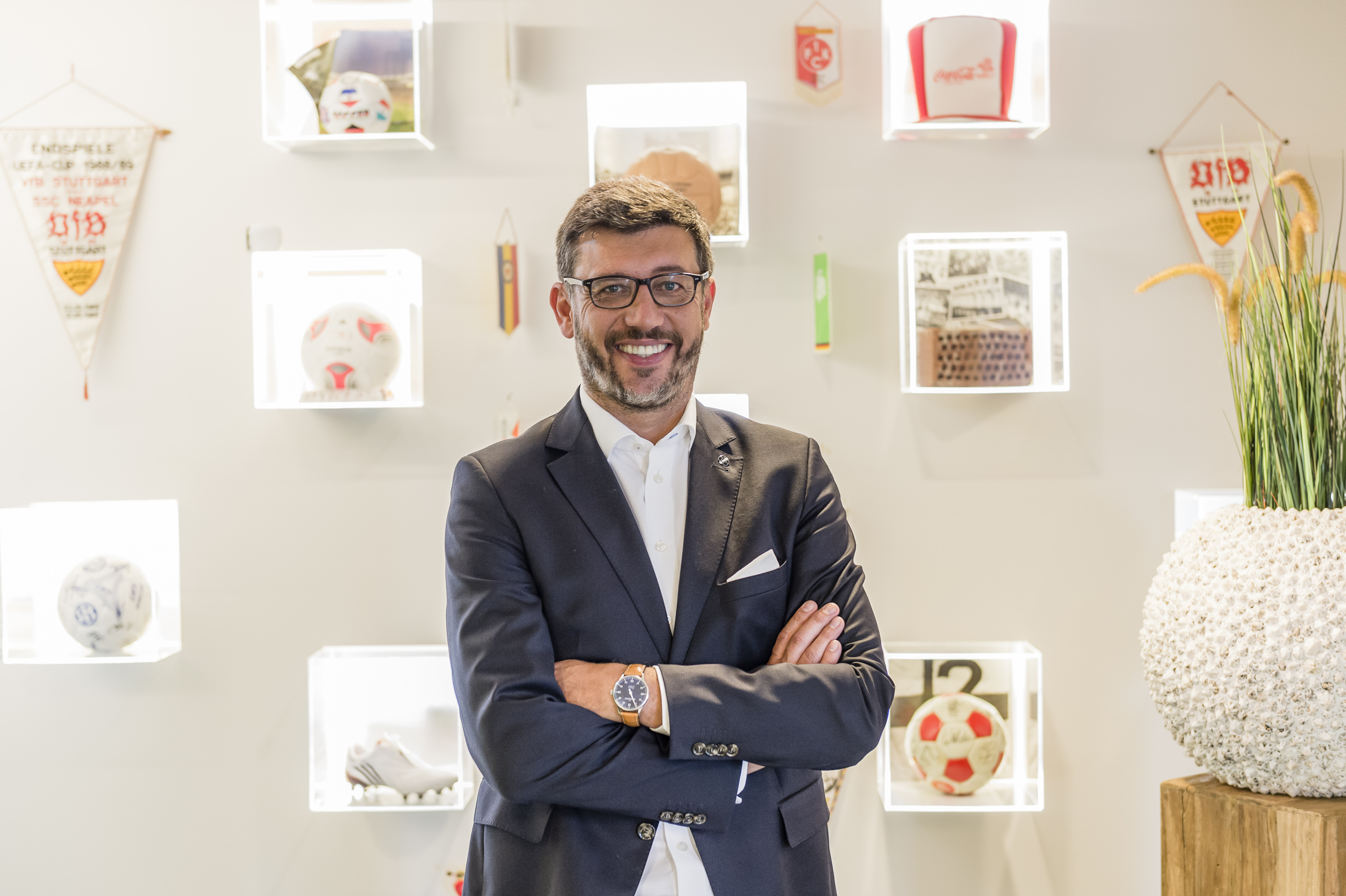
Claus Vogt, il presidente dello Stoccarda

Dal sito internet ufficiale della società.
Area direttiva
- Presidente: Claus Vogt
- Vicepresidente: Bertram Sugg
- Supervisori: Guido Buchwald, Bernd Gaiser, Hartmut Jenner, Hermann Ohlicher, Franz Reiner, Bertram Sugg

Area amministrativa
- Amministratore delegato: Thomas Hitzlsperger
- Direttore finanziario: Thomas Ignatzi
- Capo marketing e vendite: Rouven Kasper

Area tecnica

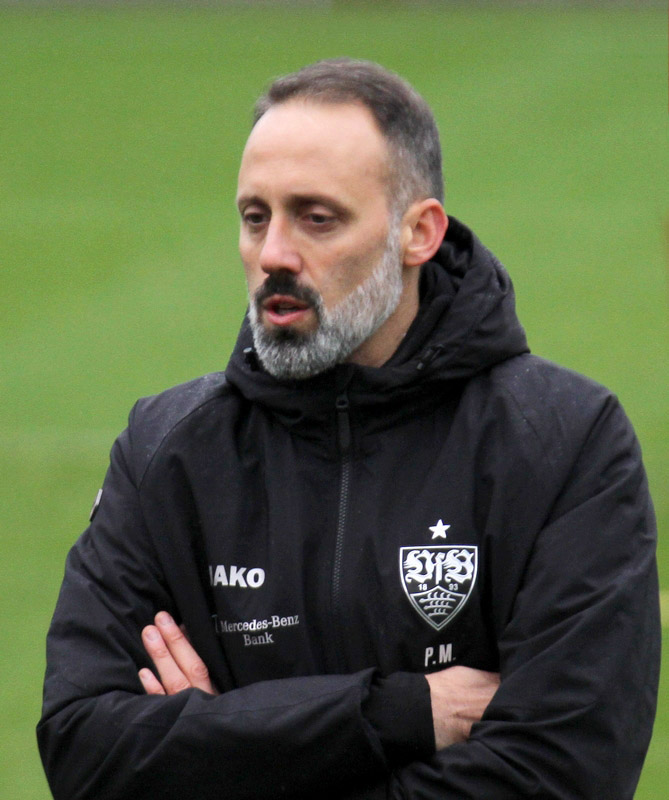
Pellegrino Matarazzo, il tecnico dei Roten nella prima parte della stagione

- Allenatore: Pellegrino Matarazzo[1]; Michael Wimmer[2]; Bruno Labbadia[3]; Sebastian Hoeneß[4]
- Allenatore in seconda: Michael Wimmer
- Assistenti allenatore: Nathaniel Weiss, Michael Kammermeyer
- Allenatore dei portieri: Steffen Krebs
- Supervisori: Günther Schäfer, Peter Reichert

Area medica
- Preparatori atletici: Martin Franz, Matthias Schiffers, Oliver Bartlett, Jan Schimpchen
- Medici di squadra: Raymond Best, Heiko Striegel, Mario Bucher
- Fisioterapisti: Gerhard Wörn, Matthias Hahn, Manuel Roth
- Analisti: Marcus Fregin, Max Lesser
- Psicologo: Dino Poimann

Area marketing
- Direttore area marketing: Jochen Röttgermann
- Equipaggiamento: Michael Meusch, Gordana Markovic-Masala, Thomas Schultheiss

Area comunicazione
- Direttore della comunicazione: Oliver Schraft

## Rosa

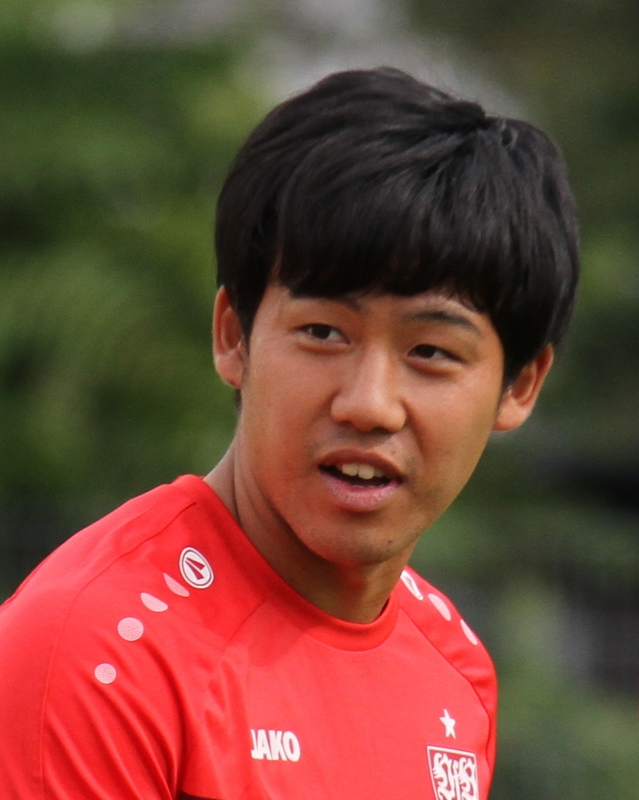
Wataru Endō, il capitano dello Stoccarda

Rosa e numerazione dello Stoccarda tratte dal sito ufficiale.
| N. |                               | Ruolo | Calciatore                     |
| -- | ----------------------------- | ----- | ------------------------------ |
| 1  | Germania (bandiera)           | P     | Florian Müller                 |
| 2  | Germania (bandiera)           | D     | Waldemar Anton (vice capitano) |
| 3  | Giappone (bandiera)           | C     | Wataru Endō (capitano)         |
| 4  | Germania (bandiera)           | D     | Josha Vagnoman                 |
| 5  | Grecia (bandiera)             | D     | Kōnstantinos Mavropanos        |
| 6  | Inghilterra (bandiera)        | C     | Clinton Mola                   |
| 7  | Francia (bandiera)            | A     | Tanguy Coulibaly               |
| 8  | Francia (bandiera)            | C     | Enzo Millot                    |
| 9  | Austria (bandiera)            | A     | Saša Kalajdžić                 |
| 9  | Guinea (bandiera)             | A     | Serhou Guirassy                |
| 10 | Portogallo (bandiera)         | A     | Tiago Tomás                    |
| 11 | Colombia (bandiera)           | A     | Juan José Perea                |
| 14 | RD del Congo (bandiera)       | A     | Silas Katompa Mvumpa           |
| 15 | Germania (bandiera)           | D     | Pascal Stenzel                 |
| 16 | Germania (bandiera)           | C     | Atakan Karazor                 |
| 17 | Macedonia del Nord (bandiera) | C     | Darko Čurlinov                 |

| N. |                       | Ruolo | Calciatore        |
| -- | --------------------- | ----- | ----------------- |
| 17 | Giappone (bandiera)   | C     | Genki Haraguchi   |
| 20 | Germania (bandiera)   | A     | Luca Pfeiffer     |
| 21 | Giappone (bandiera)   | D     | Hiroki Itō        |
| 22 | Germania (bandiera)   | C     | Chris Führich     |
| 23 | Francia (bandiera)    | D     | Dan-Axel Zagadou  |
| 24 | Croazia (bandiera)    | D     | Borna Sosa        |
| 25 | Germania (bandiera)   | C     | Lilian Egloff     |
| 27 | Australia (bandiera)  | A     | Alou Kuol         |
| 28 | Danimarca (bandiera)  | C     | Nikolas Nartey    |
| 31 | Portogallo (bandiera) | C     | Gil Dias          |
| 32 | Francia (bandiera)    | C     | Naouirou Ahamada  |
| 33 | Germania (bandiera)   | P     | Fabian Bredlow    |
| 36 | Germania (bandiera)   | C     | Laurin Ulrich     |
| 37 | Germania (bandiera)   | D     | Antonis Aidonis   |
| 39 | Germania (bandiera)   | A     | Thomas Kastanaras |
| 42 | Germania (bandiera)   | P     | Florian Schock    |

## Calciomercato

### Sessione estiva
| Acquisti         | Acquisti                | Acquisti            | Acquisti                    |
| R.               | Nome                    | da                  | Modalità                    |
| ---------------- | ----------------------- | ------------------- | --------------------------- |
| D                | Josha Vagnoman          | Amburgo             | definitivo (3,7 milioni €)  |
| D                | Hiroki Itō              | Júbilo Iwata        | definitivo (0,6 milioni €)  |
| D                | Kōnstantinos Mavropanos | Arsenal             | definitivo (3,2 milioni €)  |
| D                | Dan-Axel Zagadou        |                     | svincolato                  |
| A                | Serhou Guirassy         | Rennes              | prestito                    |
| A                | Juan José Perea         | PAS Giannina        | definitivo (2,4 milioni €)  |
| A                | Luca Pfeiffer           | Midtjylland         | definitivo (2,85 milioni €) |
| Altre operazioni |                         |                     |                             |
| R.               | Nome                    | da                  | Modalità                    |
| D                | Antonis Aidonis         | Dinamo Dresda       | fine prestito               |
| D                | Maxime Awoudja          | WSG Swarovski Tirol | fine prestito               |
| D                | Pablo Maffeo            | Maiorca             | fine prestito               |
| C                | Darko Čurlinov          | Schalke 04          | fine prestito               |
| C                | Philipp Klement         | Paderborn           | fine prestito               |

| Cessioni         | Cessioni                | Cessioni           | Cessioni                   |
| R.               | Nome                    | a                  | Modalità                   |
| ---------------- | ----------------------- | ------------------ | -------------------------- |
| C                | Ömer Faruk Beyaz        | Magdeburgo         | prestito                   |
| C                | Daniel Didavi           |                    | svincolato                 |
| C                | Mateo Klimowicz         | Arminia Bielefeld  | prestito                   |
| C                | Orel Mangala            | Nottingham Forest  | definitivo (13 milioni €)  |
| C                | Roberto Massimo         | Académico de Viseu | prestito                   |
| C                | Philipp Förster         | Bochum             | definitivo (0,5 milioni €) |
| C                | Erik Thommy             |                    | svincolato                 |
| A                | Saša Kalajdžić          | Wolverhampton      | definitivo (18 milioni €)  |
| A                | Omar Marmoush           | Wolfsburg          | fine prestito              |
| Altre operazioni |                         |                    |                            |
| R.               | Nome                    | a                  | Modalità                   |
| D                | Maxime Awoudja          | Excelsior          | gratuito                   |
| D                | Hiroki Itō              | Júbilo Iwata       | fine prestito              |
| D                | Pablo Maffeo            | Maiorca            | definitivo (3 milioni €)   |
| D                | Kōnstantinos Mavropanos | Arsenal            | fine prestito              |
| C                | Darko Čurlinov          | Burnley            | definitivo (3,5 milioni €) |
| C                | Philipp Klement         | Kaiserslautern     | gratuito                   |
| C                | Clinton Mola            | Blackburn          | prestito                   |
| A                | Wahid Faghir            | Nordsjælland       | prestito                   |
| A                | Mohamed Sankoh          | Vitesse            | prestito                   |
| A                | Alexis Tibidi           | Altach             | prestito                   |

### Sessione invernale
| Acquisti         | Acquisti         | Acquisti          | Acquisti                 |
| R.               | Nome             | da                | Modalità                 |
| ---------------- | ---------------- | ----------------- | ------------------------ |
| C                | Gil Dias         | Benfica           | definitivo (2 milioni €) |
| C                | Genki Haraguchi  | Union Berlino     | definitivo (1 milione €) |
| Altre operazioni |                  |                   |                          |
| R.               | Nome             | da                | Modalità                 |
| C                | Ömer Faruk Beyaz | Magdeburgo        | fine prestito            |
| C                | Mateo Klimowicz  | Arminia Bielefeld | fine prestito            |
| A                | Alexis Tibidi    | Altach            | fine prestito            |

| Cessioni         | Cessioni         | Cessioni          | Cessioni                   |
| R.               | Nome             | a                 | Modalità                   |
| ---------------- | ---------------- | ----------------- | -------------------------- |
| C                | Naouirou Ahamada | Crystal Palace    | definitivo (12 milioni €)  |
| Altre operazioni |                  |                   |                            |
| R.               | Nome             | a                 | Modalità                   |
| C                | Mateo Klimowicz  | Atlético San Luis | prestito                   |
| A                | Alexis Tibidi    | Troyes            | definitivo (2,6 milioni €) |

## Risultati

### Bundesliga

#### Girone di andata
| Arbitro: | Stieler (Amburgo) |

|             |           |           |
| Ahamada 31’ | Marcatori | 8’ Nkunku |

| Arbitro: | Hartmann (Wangen) |

|                         |           |                    |
| Füllkrug 4’ Burke 90+5’ | Marcatori | 38’ Endō 77’ Silas |

| Arbitro: | Brych (Monaco di Baviera) |

|  |           |           |
|  | Marcatori | 11’ Grifo |

| Colonia 28 agosto 2022, ore 15:30 CEST 4ª giornata | Colonia           | 0 – 0 referto | Stoccarda | RheinEnergieStadion (50 000 spett.)\| Arbitro: \| Osmers (Hannover) \| |
| Arbitro:                                           | Osmers (Hannover) |               |           |                                                                        |

| Arbitro: | Badstübner (Norimberga) |

|             |           |             |
| Führich 18’ | Marcatori | 21’ Terodde |

| Arbitro: | Dingert (Lebecksmühle) |

|                     |           |                                   |
| Tel 36’ Musiala 60’ | Marcatori | 21’ Führich 90+2’ (rig.) Guirassy |

| Arbitro: | Siebert (Berlino) |

|              |           |                              |
| T. Tomás 79’ | Marcatori | 6’ Rode 55’ Kamada 88’ Jakić |

| Arbitro: | Zwayer (Berlino) |

|                                        |           |                               |
| Marmoush 23’ Arnold 38’ Gerhardt 90+1’ | Marcatori | 22’ Guirassy 45+1’ Mavropanos |

| Arbitro: | Dankert (Rostock) |

|  |           |             |
|  | Marcatori | 76’ Jaeckel |

| Arbitro: | Dingert (Lebecksmühle) |

|                                    |           |            |
| Silas 3’, 64’ Ahamada 22’ Endō 71’ | Marcatori | 29’ Zoller |

| Arbitro: | Schlager (Hügelsheim) |

|                                                   |           |  |
| Bellingham 2’, 53’ Süle 13’ Reyna 44’ Moukoko 72’ | Marcatori |  |

| Arbitro: | Stieler (Amburgo) |

|                          |           |                  |
| Guirassy 15’ Anton 90+1’ | Marcatori | 4’ Niederlechner |

| Arbitro: | Jöllenbeck (Friburgo in Brisgovia) |

|                                      |           |              |
| Hofmann 4’ Thuram 25’ Herrmann 90+4’ | Marcatori | 35’ T. Tomás |

| Arbitro: | Willenborg (Osnabrück) |

|                              |           |               |
| Guirassy 3’ Mavropanos 90+8’ | Marcatori | 19’ Lukebakio |

| Arbitro: | Badstübner (Norimberga) |

|                   |           |  |
| Diaby 30’ Tah 82’ | Marcatori |  |

| Arbitro: | Brych (Monaco di Baviera) |

|              |           |                       |
| Guirassy 36’ | Marcatori | 40’ (rig.) Ingvartsen |

| Arbitro: | Badstübner (Norimberga) |

|                     |           |                         |
| Kramarić 11’, 90+4’ | Marcatori | 45+5’ Guirassy 77’ Endō |

#### Girone di ritorno
| Arbitro: | Zwayer (Berlino) |

|                     |           |                    |
| Szoboszlai 25’, 49’ | Marcatori | 68’ (rig.) Führich |

| Arbitro: | Willenborg (Osnabrück) |

|  |           |                       |
|  | Marcatori | 59’ Stage 77’ Ducksch |

| Arbitro: | Stegemann (Niederkassel) |

|                              |           |             |
| Grifo 60’ (rig.), 84’ (rig.) | Marcatori | 30’ Führich |

| Arbitro: | Cortus (Röthenbach) |

|                                    |           |  |
| Gil Dias 9’ Sosa 59’ Coulibaly 74’ | Marcatori |  |

| Arbitro: | Aytekin (Oberasbach) |

|                        |           |          |
| Drexler 10’ Bülter 40’ | Marcatori | 63’ Sosa |

| Arbitro: | Dingert (Lebecksmühle) |

|           |           |                               |
| Perea 88’ | Marcatori | 39’ de Ligt 62’ Choupo-Moting |

| Arbitro: | Hartmann (Wangen) |

|          |           |           |
| Rode 55’ | Marcatori | 75’ Silas |

| Arbitro: | Brych (Monaco di Baviera) |

|  |           |              |
|  | Marcatori | 56’ Marmoush |

| Arbitro: | Badstübner (Norimberga) |

|                                             |           |  |
| Becker 51’ Behrens 65’ Haraguchi 68’ (aut.) | Marcatori |  |

| Arbitro: | Willenborg (Osnabrück) |

|                               |           |                                   |
| Stöger 58’ (rig.) Hofmann 85’ | Marcatori | 14’ Ito 60’ Guirassy 63’ Vagnoman |

| Arbitro: | Osmers (Hannover) |

|                                        |           |                                  |
| Coulibaly 78’ Vagnoman 84’ Silas 90+7’ | Marcatori | 26’ Haller 33’ Malen 90+2’ Reyna |

| Arbitro: | Dingert (Lebecksmühle) |

|          |           |          |
| Beljo 8’ | Marcatori | 78’ Endō |

| Arbitro: | Welz (Wiesbaden) |

|                                   |           |                  |
| Guirassy 22’ Coulibaly 83’ (rig.) | Marcatori | 78’ (rig.) Weigl |

| Arbitro: | Aytekin (Oberasbach) |

|                               |           |              |
| Kempf 29’ Niederlechner 45+2’ | Marcatori | 38’ Guirassy |

| Arbitro: | Willenborg (Osnabrück) |

|                     |           |                     |
| Guirassy 57’ (rig.) | Marcatori | 70’ (rig.) Palacios |

| Arbitro: | Jablonski (Brema) |

|                |           |                                                   |
| Ingvartsen 23’ | Marcatori | 41’ Endō 64’ Guirassy 78’ Führich 90+1’ Coulibaly |

| Arbitro: | Schröder (Hannover) |

|              |           |           |
| T. Tomás 80’ | Marcatori | 75’ Bebou |

#### Spareggio promozione-retrocessione
| Arbitro: | Welz (Wiesbaden) |

|                                         |           |  |
| Mavropanos 1’ Vagnoman 51’ Guirassy 54’ | Marcatori |  |

| Arbitro: | Dankert (Rostock) |

|           |           |                             |
| Kittel 6’ | Marcatori | 48’, 64’ Millot 90+7’ Silas |

### Coppa di Germania
| Arbitro: | Badstübner (Norimberga) |

|  |           |              |
|  | Marcatori | 33’ Čurlinov |

| Arbitro: | Hartmann (Wangen) |

|                                                               |           |  |
| Stenzel 20’ Endō 24’ Pfeiffer 28’, 52’ Silas 39’ Guirassy 67’ | Marcatori |  |

| Arbitro: | Schlager (Hügelsheim) |

|                      |           |                             |
| Mavropanos 4’ (aut.) | Marcatori | 86’ Gil Dias 90+5’ Guirassy |

| Arbitro: | Siebert (Berlino) |

|  |           |            |
|  | Marcatori | 83’ Millot |

| Arbitro: | Schlager (Hügelsheim) |

|                         |           |                                              |
| T. Tomás 19’ Millot 83’ | Marcatori | 51’ N'Dicka 55’ Kamada 77’ (rig.) Kolo Muani |

## Statistiche

### Statistiche di squadra
| Competizione                       | Punti | In casa | In casa | In casa | In casa | In casa | In casa | In trasferta | In trasferta | In trasferta | In trasferta | In trasferta | In trasferta | Totale | Totale | Totale | Totale | Totale | Totale | DR  |
| Competizione                       | Punti | G       | V       | N       | P       | Gf      | Gs      | G            | V            | N            | P            | Gf           | Gs           | G      | V      | N      | P      | Gf     | Gs     | DR  |
| ---------------------------------- | ----- | ------- | ------- | ------- | ------- | ------- | ------- | ------------ | ------------ | ------------ | ------------ | ------------ | ------------ | ------ | ------ | ------ | ------ | ------ | ------ | --- |
| Bundesliga                         | 33    | 17      | 5       | 6       | 6       | 23      | 22      | 17           | 2            | 6            | 9            | 22           | 35           | 34     | 7      | 12     | 15     | 45     | 57     | -12 |
| Spareggio promozione-retrocessione | -     | 1       | 1       | 0       | 0       | 3       | 0       | 1            | 1            | 0            | 0            | 3            | 1            | 2      | 2      | 0      | 0      | 6      | 1      | +5  |
| Coppa di Germania                  | -     | 2       | 1       | 0       | 1       | 8       | 3       | 3            | 3            | 0            | 0            | 4            | 1            | 5      | 4      | 0      | 1      | 12     | 4      | +8  |
| Totale                             | -     | 20      | 7       | 6       | 7       | 34      | 25      | 21           | 6            | 6            | 9            | 29           | 37           | 41     | 13     | 12     | 16     | 63     | 62     | +1  |

### Andamento in campionato
| Giornata  | 1  | 2  | 3  | 4  | 5  | 6  | 7  | 8  | 9  | 10 | 11 | 12 | 13 | 14 | 15 | 16 | 17 | 18 | 19 | 20 | 21 | 22 | 23 | 24 | 25 | 26 | 27 | 28 | 29 | 30 | 31 | 32 | 33 | 34 |
| --------- | -- | -- | -- | -- | -- | -- | -- | -- | -- | -- | -- | -- | -- | -- | -- | -- | -- | -- | -- | -- | -- | -- | -- | -- | -- | -- | -- | -- | -- | -- | -- | -- | -- | -- |
| Luogo     | C  | T  | C  | T  | C  | T  | C  | T  | C  | C  | T  | C  | T  | C  | T  | C  | T  | T  | C  | T  | C  | T  | C  | T  | C  | T  | T  | C  | T  | C  | T  | C  | T  | C  |
| Risultato | N  | N  | P  | N  | N  | N  | P  | P  | P  | V  | P  | V  | P  | V  | P  | N  | N  | P  | P  | P  | V  | P  | P  | N  | P  | P  | V  | N  | N  | V  | P  | N  | V  | N  |
| Posizione | 10 | 11 | 12 | 12 | 12 | 14 | 16 | 16 | 17 | 14 | 16 | 15 | 16 | 14 | 16 | 16 | 14 | 15 | 16 | 17 | 14 | 15 | 15 | 16 | 18 | 18 | 16 | 16 | 16 | 15 | 16 | 17 | 15 | 16 |

Legenda:

Luogo: C = Casa; T = Trasferta. Risultato: V = Vittoria; N = Pareggio; P = Sconfitta.

### Statistiche dei giocatori
In corsivo i calciatori che hanno lasciato la squadra a stagione in corso.
| Giocatore     | Bundesliga | Bundesliga | Bundesliga  | Bundesliga | Coppa di Germania | Coppa di Germania | Coppa di Germania | Coppa di Germania | Totale   | Totale | Totale      | Totale     |
| Giocatore     | Presenze   | Reti       | Ammonizioni | Espulsioni | Presenze          | Reti              | Ammonizioni       | Espulsioni        | Presenze | Reti   | Ammonizioni | Espulsioni |
| ------------- | ---------- | ---------- | ----------- | ---------- | ----------------- | ----------------- | ----------------- | ----------------- | -------- | ------ | ----------- | ---------- |
| N. Ahamada    | 17         | 2          | 4           | 1          | 1                 | 0                 | 0                 | 0                 | 18       | 2      | 4           | 1          |
| W. Anton      | 34+2       | 1          | 4           | 0          | 4                 | 0                 | 2                 | 1                 | 40       | 1      | 6           | 1          |
| F. Bredlow    | 15         | -23        | 2           | 0          | 4                 | -3                | 2                 | 0                 | 19       | -26    | 4           | 0          |
| T. Coulibaly  | 14         | 4          | 3           | 0          | 2                 | 0                 | 0                 | 0                 | 16       | 4      | 3           | 0          |
| D. Čurlinov   | 1          | 0          | 0           | 0          | 1                 | 1                 | 0                 | 0                 | 2        | 1      | 0           | 0          |
| L. Egloff     | 10+1       | 0          | 1           | 0          | 2                 | 0                 | 0                 | 0                 | 13       | 0      | 1           | 0          |
| W. Endō       | 33+2       | 5          | 3           | 0          | 5                 | 1                 | 1                 | 0                 | 40       | 6      | 4           | 0          |
| C. Führich    | 33+2       | 5          | 2+1         | 0          | 5                 | 0                 | 0                 | 0                 | 40       | 5      | 3           | 0          |
| S. Guirassy   | 22+2       | 11+1       | 4+1         | 1          | 4                 | 2                 | 2                 | 0                 | 28       | 14     | 7           | 1          |
| Gil Dias      | 7          | 1          | 0           | 0          | 1                 | 1                 | 0                 | 0                 | 8        | 2      | 0           | 0          |
| G. Haraguchi  | 11         | 0          | 1           | 0          | 2                 | 0                 | 0                 | 0                 | 13       | 0      | 1           | 0          |
| H. Itō        | 30+2       | 1          | 5           | 0          | 5                 | 0                 | 1                 | 0                 | 37       | 1      | 6           | 0          |
| S. Kalajdžić  | 3          | 0          | 1           | 0          | 0                 | 0                 | 0                 | 0                 | 3        | 0      | 1           | 0          |
| A. Karazor    | 29+2       | 0          | 10+2        | 0          | 4                 | 0                 | 2                 | 0                 | 35       | 0      | 14          | 0          |
| T. Kastanaras | 4          | 0          | 0           | 0          | 0                 | 0                 | 0                 | 0                 | 4        | 0      | 0           | 0          |
| A. Kuol       | 1          | 0          | 0           | 0          | 0                 | 0                 | 0                 | 0                 | 1        | 0      | 0           | 0          |
| K. Mavropanos | 28+2       | 2+1        | 10+1        | 1          | 4                 | 0                 | 1                 | 0                 | 34       | 3      | 12          | 1          |
| E. Millot     | 23+2       | 0+2        | 3           | 0          | 4                 | 2                 | 2                 | 0                 | 29       | 4      | 5           | 0          |
| C. Mola       | 1          | 0          | 1           | 0          | 1                 | 0                 | 0                 | 0                 | 2        | 0      | 1           | 0          |
| F. Müller     | 19+2       | -34+-1     | 0           | 0          | 1                 | -1                | 0                 | 0                 | 22       | -36    | 0           | 0          |
| N. Nartey     | 9+2        | 0          | 1           | 0          | 2                 | 0                 | 0                 | 0                 | 13       | 0      | 1           | 0          |
| J. Perea      | 16         | 1          | 0           | 0          | 3                 | 0                 | 1                 | 0                 | 19       | 1      | 1           | 0          |
| L. Pfeiffer   | 19+2       | 0          | 1           | 1          | 3                 | 2                 | 0                 | 0                 | 24       | 2      | 1           | 1          |
| Silas         | 30+1       | 5+1        | 4           | 0          | 3                 | 1                 | 0                 | 0                 | 34       | 7      | 4           | 0          |
| B. Sosa       | 25+2       | 2          | 5+1         | 0          | 3                 | 0                 | 2                 | 1                 | 30       | 2      | 8           | 1          |
| P. Stenzel    | 12         | 0          | 0           | 0          | 3                 | 1                 | 1                 | 0                 | 15       | 1      | 1           | 0          |
| T. Tomás      | 27+2       | 3          | 2+1         | 0          | 4                 | 1                 | 1                 | 0                 | 33       | 4      | 4           | 0          |
| L. Ulrich     | 1          | 0          | 0           | 0          | 0                 | 0                 | 0                 | 0                 | 1        | 0      | 0           | 0          |
| J. Vagnoman   | 23+2       | 2+1        | 3           | 1          | 4                 | 0                 | 0                 | 0                 | 29       | 3      | 3           | 1          |
| D. Zagadou    | 17+2       | 0          | 3           | 0          | 1                 | 0                 | 0                 | 0                 | 20       | 0      | 3           | 0          |